# Фор Мардик
Фор Мардик (фр. Fort-Mardyck) насеље је и општина у североисточној Француској у региону Север-Па д Кале, у департману Север која припада префектури Денкерк.
По подацима из 1999. године у општини је живело 3770 становника, а густина насељености је износила 2673 становника/km². Општина се простире на површини од 1,41 km². Налази се на средњој надморској висини од 4 метра (максималној 9 m, а минималној 2 m).

## Демографија
| 1962. | 1968. | 1975. | 1982. | 1990. | 1999. |
| ----- | ----- | ----- | ----- | ----- | ----- |
| 3.252 | 4.007 | 4.802 | 4.229 | 4.074 | 3.770 |

График промене броја становника у току последњих година